# Анел Ахмедходжич
А́нел Ахмедходжич (швед. Anel Ahmedhodzic, нар. 26 березня 1999, Мальме, Швеція) — боснійський футболіст, центральний захисник клубу «Шеффілд Юнайтед» та національної збірної Боснії і Герцеговини.
Раніше грав за молодіжну збірну Швеції.

## Ігрова кар'єра

### Клубна
Анел Ахмедходжич народився в Швеції у місті Мальме. Саме в місцевому однойменному клубі він починав свою футбольну кар'єру. У 2016 році Анел вирушив до Англії в клуб «Ноттінгем Форест». Але у першій команді зіграв лише одну гру і на початку сезону 2019 року повернувся до «Мальме».
Влітку 2019 року Ахмедходжич був відправлений в оренду до складу данського «Хобро». Та згодом повернувся до Швеції, де продовжив дію свого контракту з «Мальме» до 2023 року.
У липні 2022 року перейшов у клуб Чемпіоншипу «Шеффілд Юнайтед». Дебютував за новий клуб 6 серпня у матчі проти «Міллволла».

### Збірна
Анел Ахмедходжич починав грати у юнацьких та молодіжній збірних Швеції. У січні 2020 року у товариському матчі проти команди Молдови він дебютував у складі національної збірної Швеції. Та згодом Анел вирішив виступати за збірну своєї історичної батьківщини і 8 жовтня у матчі плей-оф до Євро-2020 проти збірної Північної Ірландії він дебютував у складі національної збірної Боснії і Герцеговини.

## Досягнення
«Мальме»
- Чемпіон Швеції (2): 2020, 2021

Особисті досягнення
- Захисник року Аллсвенскан: 2020[9]
- Прорив року Аллсвенскан: 2020[9]